# Жеруны
Жеруны — деревня в Смоленской области России, в Демидовском районе. Расположена в северо-восточной части области в 52 км к северо-востоку от Демидова, в 8 км к югу от границы с Тверской областью на левом берегу реки Ельша.
Население —79 жителей (2007 год). Административный центр Борковского сельского поселения.

## Экономика
Средняя школа (построена в 2003 году), сельхозпредприятие «Гончарово», дом культуры.